# Giorgio Cattaneo (medico)
Giorgio Cattaneo detto Mastogiorgio (Napoli, ... – ...; fl. XVI secolo) è stato un medico italiano.

## Biografia
Nacque probabilmente a Napoli alla fine del secolo XVI. Da alcune fonti storiche indirette pare che abbia esercitato presso l'Ospedale degli Incurabili.

## Approccio clinico
Elaborò una sua teoria per la cura delle malattie mentali, che poi mise in pratica sui pazienti ricoverati agli Incurabili. Le modalità molto forti e particolari del suo approccio terapeutico colpirono fortemente l'immaginazione del popolo napoletano. Egli era convinto che la follia fosse dovuta alla presenza di meningi anormali e a seconda del tipo di alterazione poteva conseguire eccessiva forza fisica o estrema debolezza.
Il trattamento prevedeva per coloro con eccesso di forza di girare, fino allo sfinimento, una ruota (la'rota) per attingere l'acqua in un pozzo nel cortile dell'ospedale, oltre ad avere una robusta razione di nerbate, somministrate con grande zelo dagli infermieri.
Per coloro che invece dimostravano eccesso di debolezza era riservata la cura delle cient'ova: venivano obbligati a mangiare cento uova per ricostituire le forze.
Ancora oggi il soprannome di Cattaneo, "Mastogiorgio", viene usato per definire l'infermiere degli istituti psichiatrici.